# Starlink
Starlink es una empresa que nació como proyecto de SpaceX para la creación de una constelación de satélites de internet con el objetivo de brindar un servicio de internet de banda ancha, baja latencia y cobertura mundial. SpaceX comenzó a lanzar satélites Starlink en 2019. En septiembre de 2022, Starlink había colocado más de 3000 satélites fabricados en serie en órbita terrestre baja (LEO). En 2017 se completaron los requisitos regulatorios para lanzar cerca de 12 000 satélites para mediados de la década de 2020. SpaceX también planea vender satélites para uso militar, científico y de exploración. En noviembre de 2018, la empresa recibió la autorización de la Comisión Federal de Comunicaciones de Estados Unidos para desplegar 7518 satélites de banda ancha, que se sumarían a los 4425 aprobados en marzo del mismo año.
El desarrollo comenzó en 2015, y los primeros prototipos de satélite fueron lanzados el 22 de febrero de 2018. El lanzamiento de los primeros 60 satélites se llevó a cabo el 23 de mayo de 2019, y se espera que el inicio de operaciones comerciales de la constelación empiece en el año 2020. La investigación y desarrollo del proyecto tiene lugar en las instalaciones de SpaceX ubicadas en Redmond.

## Historia

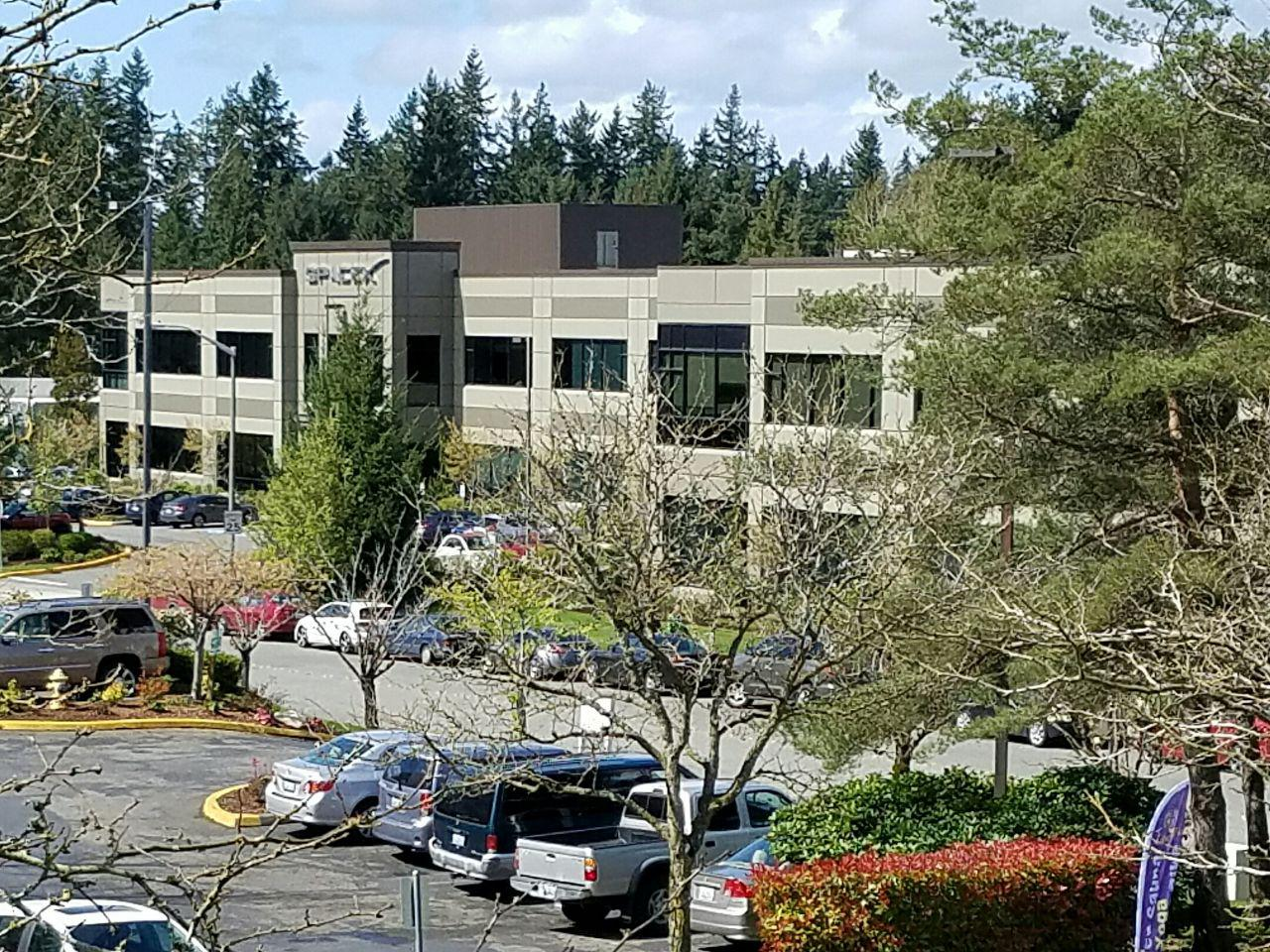
Instalaciones originales de SpaceX para el desarrollo de satélites en Redmond, Washington, entre 2015 y mediados de 2018

La red de satélites fue anunciada públicamente por SpaceX en enero de 2015, con una capacidad proyectada de hasta el 10% de la banda ancha de Internet utilizada en grandes ciudades. El CEO, Elon Musk, sostiene que hay una importante demanda insatisfecha para conexiones de banda ancha de bajo costo a nivel global.
La apertura de las instalaciones para construir la nueva red de comunicaciones fue anunciada en enero de 2015. Se planificó la contratación inicial de sesenta ingenieros y de otros mil trabajadores en los años siguientes. En octubre del mismo año había 45 ofertas de trabajo abiertas.
Los trabajos se realizaban en un espacio alquilado de 2.800 m² para fines de 2016, siendo luego trasladados a otro lugar con 3800 m², ambos en Redmond.
Para enero de 2016, la compañía planeaba tener dos prototipos de satélites volando ese año, y tener la constelación inicial de satélites en órbita y operativa aproximadamente en 2020. Sin embargo, para 2017, los cambios de diseño obviaron a los dos satélites de prueba originales, y el lanzamiento de dos satélites revisados se había pospuesto para 2018.
En julio de 2016, SpaceX adquirió un espacio creativo de 740 m² en Irvine, California (Condado de Orange). Las ofertas de trabajo de SpaceX indicaban que la oficina incluiría procesamiento de señales, RFIC y desarrollo ASIC para el programa satelital.
Para octubre de 2016, SpaceX había desarrollado satélites de vuelo de prueba que esperaban lanzar en 2017, y se estaban enfocando en un desafío empresarial para lograr un diseño lo suficientemente económico para el usuario-cliente, con el objetivo de ofrecerle un equipo de fácil instalación por aproximadamente 200 USD. La implementación, de llevarse a cabo, no sería hasta finales de la década de 2010 o a comienzos de la de 2020.
En noviembre de 2016, SpaceX presentó una solicitud ante la FCC para un «sistema de satélites de órbita no geoestacionaria para un servicio fijo utilizando bandas de frecuencia Ku y Ka».
Para marzo de 2017, SpaceX presentó ante la FCC los planes para desplegar una constelación de más de 7.500 «satélites de banda V en órbitas no geosincrónicas para proporcionar servicios de comunicaciones» en un espectro electromagnético que no se había empleado previamente para servicios de comunicaciones comerciales. Llamada «constelación de banda V en órbita terrestre baja» (VLEO), consistiría en 7.518 satélites para seguir la propuesta anterior de 4.425 satélites que funcionarían en las bandas Ka y Ku.
En el plan de marzo de 2017, se contempló que SpaceX lance satélites de prueba tanto en 2017 como en 2018, y comience a lanzar los satélites de la constelación ya operativos en 2019. No se espera que se complete la construcción completa de la constelación hasta 2024, momento en el que habrá «4.425 satélites en órbita alrededor de la Tierra, operando en 83 planos orbitales, a altitudes bajas de entre 1.110 y 1.325 kilómetros».
Para septiembre de 2017, el número planeado de satélites en cada constelación no había cambiado, pero la altitud de cada constelación se hizo explícita: el grupo más grande (el de 7.518) operaría a 340 kilómetros de altitud, mientras que el grupo más pequeño (los restantes 4.425) orbitaría a una altitud de 1.200 kilómetros.
Entre 2015 y 2017 surgió cierta controversia con las autoridades reguladoras sobre la licencia del espectro de comunicaciones para estas grandes constelaciones de satélites. La regla tradicional e histórica para la regulación de satélites de comunicaciones ha sido que los operadores podrían lanzar un solo satélite para cumplir con la fecha límite impuesta por el regulador, una política que permitiría a un operador bloquear el uso del valioso espectro durante años, sin desplegar su flota completa.
La FCC ha establecido un plazo de seis años para que se despliegue una constelación completa para cumplir con los términos de la licencia. El regulador internacional, la Unión Internacional de Telecomunicaciones, propuso a mediados de 2017 unas directrices internacionales que serían considerablemente menos restrictivas. En septiembre de 2017, tanto Boeing como SpaceX solicitaron a la FCC de EE. UU. una exención de la regla de los seis años.
En 2017, SpaceX solicitó el registro de la marca Starlink para su red de banda ancha satelital en todo el mundo.
SpaceX presentó documentos a la FCC a fines de 2017, para aclarar su plan de mitigación de desechos espaciales. En ellos se estableció que «se implementará un plan de operaciones para la salida ordenada de la órbita de satélites que se aproximan al final de su vida útil (aproximadamente de cinco a siete años) a una velocidad mucho más rápida de lo que requieren los estándares internacionales. Los satélites saldrán de su órbita por propulsión trasladándose a una órbita desde la cual volverán a ingresar a la atmósfera de la Tierra en aproximadamente un año después de completar su misión».
En marzo de 2018, la FCC emitió la aprobación de la propuesta de SpaceX, con algunas condiciones. La compañía necesitaría de una aprobación por separado por parte de la UIT. La FCC acordó con la NASA exigir un estándar mayor al 90% nominal en la confiabilidad de la salida de órbita de los satélites, al finalizar sus misiones.
En mayo de 2018, SpaceX calculó que el costo total del desarrollo y la construcción de la constelación se acercará a los 10.000 millones USD.
A mediados de 2018, SpaceX reorganizó la división de desarrollo de satélites en Redmond y despidió a varios altos directivos en el proceso. También consolidaron todas sus operaciones en el área de Seattle con un traslado al Redmond Ridge Corporate Center, dejando las instalaciones en las que habían comenzado en 2015.
En noviembre de 2018, SpaceX recibió la aprobación de EE. UU. para desplegar 7.518 satélites de banda ancha, además de los 4.425 satélites que se habían aprobado anteriormente. Se espera que los 4.425 satélites iniciales de SpaceX orbiten a altitudes de entre 1.110 y 1.325 km, muy por encima de la Estación Espacial Internacional. La nueva aprobación es para la propuesta de agregar una constelación en órbita terrestre muy baja (VLEO) de satélites no geoestacionarios, que consiste en 7.518 satélites que operarán a altitudes de entre 335 y 346 km.
También en noviembre, SpaceX realizó presentaciones reglamentarias ante la FCC. para solicitar la modificación de su licencia otorgada anteriormente, para operar aproximadamente 1.500 de los 4.425 satélites aprobados, en una nueva órbita de 550 km en lugar de los 1.150 originales.

### Donaciones a Ucrania
A principios de abril de 2022, ante la degradación de servicios convencionales de internet en Ucrania, SpaceX donó 3667 de un total de 5000 terminales Starlink que USAID ayudó a llegar a Ucrania. Starlink donó además las cuotas por servicio o abonos que normalmente Ucrania debió haber costeado.
Según Elon Musk, hasta octubre su empresa había donado $80 millones a la Ucrania, $0 a Rusia; Musk estimó que a fines de 2022 el costo de proveer la donación a la Ucrania alcanzaba los $20 millones mensuales.

## Servicios

### Internet de banda ancha global
Starlink tiene el objetivo explícito de proporcionar conectividad de banda ancha a Internet a áreas poco accesibles del planeta, así como brindar un servicio a precios competitivos para áreas urbanas. Además, SpaceX ha indicado que el flujo de caja positivo de la venta de servicios de Internet por satélite sería necesario para financiar los planes de la compañía en futuras misiones hacia, y en, Marte.
A principios de 2015, Richard Branson anunció una inversión en OneWeb, una constelación similar con aproximadamente 700 satélites que ya tenían asignadas licencias para su espectro de transmisión.
Después de los fracasos anteriores de otras empresas de servicios satelitales, el consultor de la industria de satélites Roger Rusch dijo en 2015 que «Es altamente improbable que alguien pueda crear un negocio exitoso a partir de esto». Musk ha reconocido esto públicamente, y señaló a mediados de 2015 que, mientras se esfuerza por desarrollar este sistema de comunicación basado en el espacio, que resulta técnicamente complicado, quiere evitar que la empresa se extienda demasiado y afirmó que están siendo cautelosos en función del ritmo del desarrollo. Documentos internos filtrados en febrero de 2017 indican que SpaceX esperaba obtener ingresos de Starlink por más de 30.000 millones USD en 2025, mientras que los ingresos por lanzamientos alcanzarán los 5.000 millones USD en el mismo año.
En febrero de 2015, analistas financieros cuestionaron a los operadores de satélites geosincrónicos de comunicaciones en cuanto a cómo pretenden responder a la amenaza que representará la inminente competencia de los satélites en órbita baja de SpaceX, Google y OneWeb. En octubre, la presidenta de SpaceX, Gwynne Shotwell, indicó que si bien el desarrollo continúa, el análisis comercial para el despliegue a largo plazo de una red satelital operativa aun se encuentra en una fase temprana.
En 2015, documentos judiciales indican que SpaceX había colaborado con el fabricante de chips inalámbricos Broadcom. Posteriormente, cinco ingenieros clave de Broadcom se unieron a SpaceX, lo que llevó a una demanda en la que la empresa alega que «SpaceX nos robó nuestras mejores mentes». En marzo, un juez del Condado de Orange negó múltiples solicitudes de órdenes de restricción de Broadcom.

### Disponibilidad por país
Para ofrecer servicios satelitales en cualquier país, reglas de la ITU y tratados internacionales de larga data exigen que se obtengan licencias localmente. Como resultado, aun cuando la red Starlink tiene alcance casi global en latitudes menores a 60°, los servicios de banda ancha solo pueden ser provistos en unos pocos países a la fecha.  Puede que también algunas consideraciones de negocio afecten y hagan diferencia en qué países se ofrezca el servicio Starlink, y en qué orden. Por ejemplo, SpaceX pidió autorización formal a Canadá en junio de 2020, la autoridad regulatoria canadiense la aprobó en noviembre del 2020, y SpaceX desplegó servicio dos meses después, en enero de 2021. Starlink contaba en octubre de 2021 con más de 100 000 usuarios y más de 500 000 reservas. En junio de 2022 starlink contaba ya con 500000 usuarios en todo el mundo.
Starlink es ilegal en Sudáfrica porque el gobierno no aprueba proveedores de red a menos que el 30% de los propietarios sean negros.
Ante las protestas iraníes de septiembre de 2022, Starlink anunció que procurará una excepción a las reglas de exportación de tecnología de EE. UU. con el fin de proveer terminales en Irán, donde de otra manera los habitantes no tienen acceso a servicios de red no censurados.
| #  | Continente | País/Territorio                                                                               | Debut                                                                       | Notas |
| -- | ---------- | --------------------------------------------------------------------------------------------- | --------------------------------------------------------------------------- | --- |
| 1  | América    | Estados Unidos Puerto Rico Islas Vírgenes de los Estados Unidos Guam Islas Marianas del Norte | Pruebas limitadas en agosto de 2022, Beta Pública en noviembre de 2020      | El servicio se expandió a Guam y las Islas Marianas del Norte en noviembre del 2023 |
| 2  | América    | Canadá                                                                                        | Enero del 2021                                                              | |
| 3  | Europa     | Reino Unido Islas Pitcairn                                                                    | Enero del 2021                                                              | Prueba gratuita en Islas Pitcairn iniciaron en noviembre del 2022. |
| 4  | Europa     | Alemania                                                                                      | Marzo del 2021                                                              | |
| 5  | Oceanía    | Nueva Zelanda                                                                                 | Abril del 2021                                                              | |
| 6  | Oceanía    | Australia                                                                                     | Abril 2021                                                                  | |
| 7  | Europa     | Francia San Martín (Francia) San Bartolomé (Francia) Guadalupe (Francia) Martinica            | Mayo 2021 (Debut Original), Abril 2022 (Revocado), Junio 2022 (Re-aprobado) | La aprobación fue oficialmente dada en febrero del 2021, pero el Consejo de Estado anulo esa decisión el 5 de abril del 2022 debido a la falta de una consulta pública. La aprobación fue dada nuevamente cuando la consulta fue completada el 2 de junio del 2022. El servicio se expandió a San Martin y San Bartolomé en julio de 2022. El servicio se expandió a Guadalupe y Martinica en septiembre de 2022. |
| 8  | Europa     | Austria                                                                                       | Mayo del 2021                                                               | |
| 9  | Europa     | Países Bajos                                                                                  | Mayo del 2021                                                               | |
| 10 | Europa     | Bélgica                                                                                       | Mayo del 2021                                                               | |
| 11 | Europa     | Irlanda                                                                                       | Pruebas limitadas en abril del 2021, Beta pública en julio de 2021          | |
| 12 | Europa     | Dinamarca                                                                                     | Julio del 2021                                                              | Las Islas Feroe y Groenlandia no tienen cobertura actualmente. |
| 13 | Europa     | Portugal                                                                                      | Agosto del 2021                                                             | |
| 14 | Europa     | Suiza                                                                                         | Agosto del 2021                                                             | |
| 15 | América    | Chile Isla de Pascua                                                                          | Pruebas limitadas en julio del 2021 Beta pública en septiembre del 2021     | El servicio se expandió a la Isla de Pascua en noviembre del 2022. |
| 16 | Europa     | Polonia                                                                                       | Septiembre del 2021                                                         | |
| 17 | Europa     | Italia                                                                                        | Septiembre del 2021                                                         | |
| 18 | Europa     | República Checa                                                                               | Septiembre del 2021                                                         | |
| 19 | Europa     | Suecia                                                                                        | Octubre del 2021                                                            | |
| 20 | América    | México                                                                                        | Noviembre del 2021                                                          | |
| 21 | Europa     | Croacia                                                                                       | Nobiembre del 2021                                                          | |
| 22 | Europa     | Lituania                                                                                      | Diciembre del 2021                                                          | |
| 23 | Europa     | España                                                                                        | Enero del 2022                                                              | Durante el apagón o caída del suministro eléctrico el 28 de abril de 2025 en España el uso de Starlink se disparó y demostró el papel del internet orbital. |
| 24 | Europa     | Eslovaquia                                                                                    | Enero del 2022                                                              | |
| 25 | Europa     | Eslovenia                                                                                     | Enero del 2022                                                              | |
| 26 | Oceanía    | Tonga                                                                                         | Febrero del 2022                                                            | Ayuda de emergencia proporcionada un mes después de la erupción y tsunami de Hunga Tonga-Hunga Ha'apai de 2022, estación terrestre establecida en la vecina Fiyi durante seis meses. |
| 27 | América    | Brasil                                                                                        | Enero del 2022                                                              | |
| 28 | Europa     | Bulgaria                                                                                      | Febrero del 2022                                                            | |
| 29 | Europa     | Ucrania                                                                                       | Febrero del 2022                                                            | Inicialmente suministrado como ayuda de emergencia en respuesta a la Invasión rusa de Ucrania en febrero del 2022. |
| 30 | Europa     | Rumania                                                                                       | Abril del 2022                                                              | |
| 31 | Europa     | Grecia                                                                                        | Abril del 2022                                                              | |
| 32 | Europa     | Letonia                                                                                       | Abril del 2022                                                              | |
| 33 | Europa     | Hungría                                                                                       | Mayo del 2022                                                               | |
| 34 | Europa     | Macedonia del Norte                                                                           | Junio del 2022                                                              | |
| 35 | Europe     | Luxemburgo                                                                                    | Julio del 2022                                                              | |
| 36 | América    | República Dominicana                                                                          | Julio del 2022                                                              | |
| 37 | Europa     | Moldavia                                                                                      | Agosto del 2022                                                             | |
| 38 | Europa     | Lituania                                                                                      | Agosto del 2022                                                             | |
| 39 | Europa     | Noruega                                                                                       | Agosto del 2022                                                             | |
| 40 | Europa     | Malta                                                                                         | Septiembre del 2022                                                         | |
| 41 | Asia       | Irán                                                                                          | Septiembre del 2022                                                         | Activado en respuesta a la censura iraní como resultado de las protestas iraníes contra el hijab obligatorio. |
| 42 | Asia       | Japón                                                                                         | Octubre del 2022                                                            | |
| 43 | América    | Jamaica                                                                                       | Octubre del 2022                                                            | |
| 44 | Europa     | Finlandia                                                                                     | Noviembre del 2022                                                          | Las Islas Aland no están cubiertas. Starlink no ha presentado la solicitud separada requerida. |
| 45 | América    | Barbados                                                                                      | Noviembre del 2022.                                                         | |
| 46 | América    | Perú                                                                                          | Enero del 2023                                                              | |
| 47 | África     | Nigeria                                                                                       | Enero del 2023                                                              | Primero en África. |
| 48 | América    | Colombia                                                                                      | Enero del 2023                                                              | |
| 49 | Europa     | Islandia                                                                                      | Febrero del 2023                                                            | |
| 50 | África     | Ruanda                                                                                        | Febrero del 2023                                                            | |
| 51 | Asia       | Filipinas                                                                                     | Febrero del 2023                                                            | |
| 52 | América    | Haití                                                                                         | Marzo del 2023                                                              | |
| 53 | América    | Ecuador                                                                                       | Marzo del 2023                                                              | |
| 54 | América    | El Salvador                                                                                   | Abril del 2023                                                              | |
| 55 | América    | Panamá                                                                                        | Mayo del 2023                                                               | |
| 56 | África     | Mozambique                                                                                    | Junio del 2023                                                              | |
| 57 | América    | Trinidad y Tobago                                                                             | Junio del 2023                                                              | |
| 58 | Europa     | Chipre                                                                                        | Julio del 2023                                                              | |
| 59 | América    | Guatemala                                                                                     | Julio del 2023                                                              | |
| 60 | África     | Kenia                                                                                         | Julio del 2023                                                              | |
| 61 | Asia       | Malasia                                                                                       | Julio del 2023                                                              | |
| 62 | África     | Malaui                                                                                        | Julio del 2023                                                              | |
| 63 | América    | Bahamas                                                                                       | Agosto del 2023                                                             | |
| 64 | África     | Zambia                                                                                        | Octubre del 2023                                                            | |
| 65 | Europa     | Georgia                                                                                       | Noviembre del 2023                                                          | |
| 66 | África     | Benín                                                                                         | Noviembre del 2023                                                          | |
| 67 | Asia       | Maldivas                                                                                      | Noviembre del 2023                                                          | |
| 68 | América    | Costa Rica                                                                                    | Diciembre del 2023                                                          | |
| 69 | América    | Honduras                                                                                      | Diciembre del 2023                                                          | |
| 70 | África     | Suazilandia                                                                                   | Diciembre del 2023                                                          | |
| 71 | América    | Paraguay                                                                                      | Diciembre del 2023                                                          | |
| 72 | Asia       | Mongolia                                                                                      | Marzo del 2024                                                              | |
| 73 | América    | Argentina                                                                                     | Marzo del 2024                                                              | |
| 74 | América    | Uruguay                                                                                       | Mayo del 2024                                                               | |

### Uso en otros planetas
A largo plazo, SpaceX pretende desarrollar e implementar una versión del sistema de comunicación por satélite que se usaría en Marte. A medio plazo, la compañía espera que Starlink genere ingresos que serían útiles para financiar el proyecto de transporte de Marte.

## Características de los satélites
Se espera que los satélites de comunicación de Internet sean de clase pequeña, entre 100 y 500 kg de masa, que inicialmente estaban destinados a estar en órbita baja a una altitud de aproximadamente 1.100 kilómetros. Sin embargo, SpaceX finalmente decidió mantener los satélites a un nivel relativamente más bajo, a 550 kilómetros, debido a preocupaciones sobre la contaminación espacial. Los planes iniciales a partir de enero de 2015 consistían en que la constelación estuviera compuesta por aproximadamente 4000 satélites, más del doble del total de satélites operativos que estaban en órbita a enero de 2015.
Los satélites emplearán enlaces ópticos entre sí y antenas de haz en fase digitales en las bandas Ku y Ka, según los documentos presentados ante la Comisión Federal de Comunicaciones (FCC) de los Estados Unidos. Si bien los detalles de la tecnología de las antenas se ha divulgado como parte de la solicitud de frecuencias, SpaceX buscó la confidencialidad con respecto a los detalles de los enlaces ópticos entre satélites, salvo en el hecho de que utilizarán frecuencias por encima de 10.000 GHz.
Los satélites serían producidos en masa, a un costo por unidad de capacidad mucho menor que los satélites existentes. Musk dijo: «Vamos a tratar de hacer para los satélites lo que hemos hecho para los cohetes».
Para revolucionar el espacio, tenemos que encargarnos tanto de los satélites como de los cohetes"
"Satélites más pequeños son cruciales para reducir el costo de Internet y las comunicaciones basadas en el espacio".
En febrero de 2015, SpaceX solicitó a la FCC que considerara futuros usos innovadores del espectro de la banda Ka antes de crear barreras de entrada al asignar frecuencias para las comunicaciones llamadas 5G, ya que SpaceX es un nuevo participante en el mercado de las comunicaciones por satélite. La constelación operará en las bandas de alta frecuencia por encima de 24 GHz, «donde las antenas orientables terrestres tendrían un impacto geográfico mayor y las bajas altitudes de los satélites magnifican el impacto de la interferencia agregada de las transmisiones terrestres».
El sistema si competirá con la constelación de satélites Iridium, que está diseñada para conectarse directamente a los teléfonos. En su lugar, se conectará a terminales de usuario del tamaño de una caja de pizza, que tendrán antenas en fase y rastrearán a los satélites. Los terminales se pueden montar en cualquier lugar, siempre que puedan ver el cielo.
El tráfico de Internet a través de un satélite geoestacionario tiene una latencia teórica mínima de al menos 477ms desde el usuario al satélite pero, en la práctica, esta latencia es de 600ms o más. Los satélites de Starlink orbitarían entre 1/30 y 1/105 de la distancia de las órbitas geoestacionarias y, por lo tanto, ofrecerían latencias más prácticas de entre 7 y 30ms, comparables o inferiores a las redes de cable o fibra existentes.
El sistema utilizará un protocolo peer-to-peer que se dice es «más simple que IPv6», aunque todavía no se han publicado detalles.

## Críticas y mitigación de la contaminación lumínica

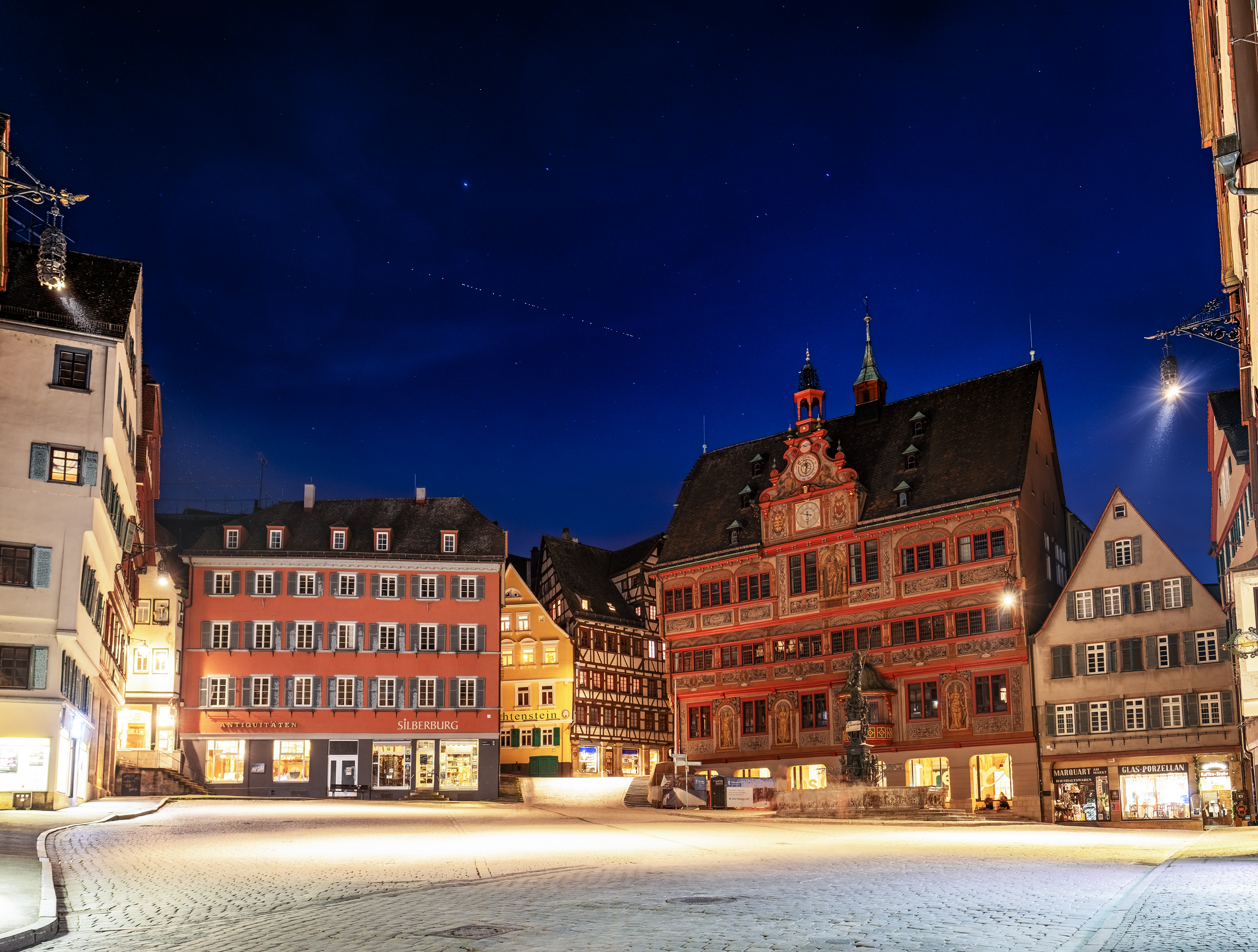
Satélites Starlink visibles desde la ciudad de Tubinga (Alemania)

Desde el lanzamiento de los primeros 60 satélites en mayo de 2019, han sido frecuentes las críticas de astrónomos, relacionadas con que la gran cantidad de satélites les ha perjudicado en la calidad de sus observaciones. El 6 de diciembre de 2019, en una conferencia de prensa, la presidenta de SpaceX, Gwynne Shotwell declaró que «desea que la gente admire los satélites de Starlink, sin perderse la Luna o el resto de planetas del Sistema Solar». Añadió que la compañía probará un recubrimiento especial en la cara inferior de uno de los satélites del tercer lote —hecho concretado en el lanzamiento del 7 de enero de 2020— para hacerlo menos reflectivo, como primera medida para estudiar y mitigar el problema, no anticipado en la fase de diseño. Como contraparte, al disminuir su reflectividad, las características de disipación térmica del satélite se verán perjudicadas a cierto nivel, por lo que notó que serán «pruebas de ensayo y error, pero eventualmente lo solucionarán».
Un proyecto astronómico que se vería bastante afectado es el Observatorio Vera Rubin, en construcción en el norte de Chile. Se estima que dicho observatorio se vería perjudicado por las megaconstelaciones —con Starlink como protagonista— en un rango de entre 30% a 40% de sus observaciones durante varias horas de la noche.
Pese al optimismo en SpaceX de obtener reducciones notables en la magnitud del satélite con el recubrimiento, un estudio realizado desde un observatorio en Chile arrojó una reducción del brillo del llamado DarkSat (en español, «satélite oscuro») de un 55% respecto a otro satélite sin el tratamiento. En paralelo al estudio de la reducción del brillo de DarkSat, Elon Musk afirmó que se encuentra trabajando con miembros de la comunidad científica y con astrónomos veteranos para minimizar el potencial reflectivo de los satélites.
SpaceX probará orientar los satélites en la fase de ascenso orbital, extendiendo el panel solar de cada satélite por delante de este, apuntando hacia el Sol, de modo que su arista más larga apunte hacia la Tierra. Esta configuración, llamada "de filo de cuchillo" o "de libro abierto", busca limitar al máximo el área de reflexión del satélite. Para la fase de órbita de espera (380 km de altitud) hasta su órbita final, el panel solar apuntará en dirección cenital, por lo que no se verá desde la Tierra; sin embargo, puesto que las antenas están siempre apuntando al nadir, desde junio de 2020 y a partir del noveno lanzamiento, cada satélite incluirá un parasol opaco a la luz solar, pero transparente a las ondas de radiofrecuencia, el que bloqueará los rayos del Sol tanto para las antenas en fase como para las parabólicas, buscando de esta forma reducir notoriamente el brillo de la constelación. El primer prototipo de satélite con visor, denominado VisorSat, fue lanzado en la misión Starlink-7, a principios de junio de 2020.

## Desarrollo y testeo de prototipos
SpaceX comenzó a realizar pruebas de vuelo con sus tecnologías satelitales en 2018, con el lanzamiento de dos satélites de prueba. Los dos satélites idénticos se denominaron MicroSat-2a y MicroSat-2b durante el desarrollo, pero pasaron a llamarse Tintin A y Tintin B durante el despliegue orbital en febrero de 2018. Dos satélites fabricados previamente, MicroSat-1a y MicroSat-1b estaban destinados a ser lanzados juntos como carga útil secundaria en uno de los vuelos Iridium-NEXT, pero finalmente se utilizaron para pruebas en tierra.
Los MicroSat 1a y 1b estaban originalmente programados para ser lanzados en órbitas circulares de 625 km con una inclinación de aproximadamente 86,4 grados, e iban a incluir videocámaras pancromáticas para filmar imágenes de la Tierra.
MicroSat 2a y 2b fueron colocados en una órbita de 514 km. Según las presentaciones ante la FCC estaban destinados a elevarse a una órbita de 1125 km, la altitud operativa para parte de los satélites StarLink. Por razones desconocidas, los satélites no se han movido a la órbita superior.
Los satélites orbitan en una órbita baja circular a unos 500 km de altitud en una órbita de alta inclinación durante un plazo planificado de entre seis y doce meses. Los satélites se comunicarán con tres estaciones terrestres de prueba en Washington y California, para realizar experimentos diarios de corta duración (de menos de diez minutos).
En el momento del anuncio de junio de 2015, SpaceX había anunciado planes para lanzar los dos primeros satélites de demostración en 2016, pero la fecha prevista se trasladó posteriormente a 2018.
A partir de octubre de 2015, se planificó que MicroSat-2a y 2b sean los primeros de hasta ocho satélites prototipo que volarán antes del despliegue de la constelación operativa.
Los dos satélites de prueba iniciales se lanzaron con éxito a una órbita terrestre baja sincrónica al sol el 22 de febrero de 2018, y pasaron a llamarse Tintin A y Tintin B. En octubre de 2018, SpaceX confirmó que los satélites de prueba funcionaban como se esperaba y anunció mediados de 2019 como fecha objetivo para los lanzamientos iniciales de la constelación.
El 23 de mayo de 2019, se lanzaron los primeros 60 satélites de producción completa de la constelación.

## Lanzamientos

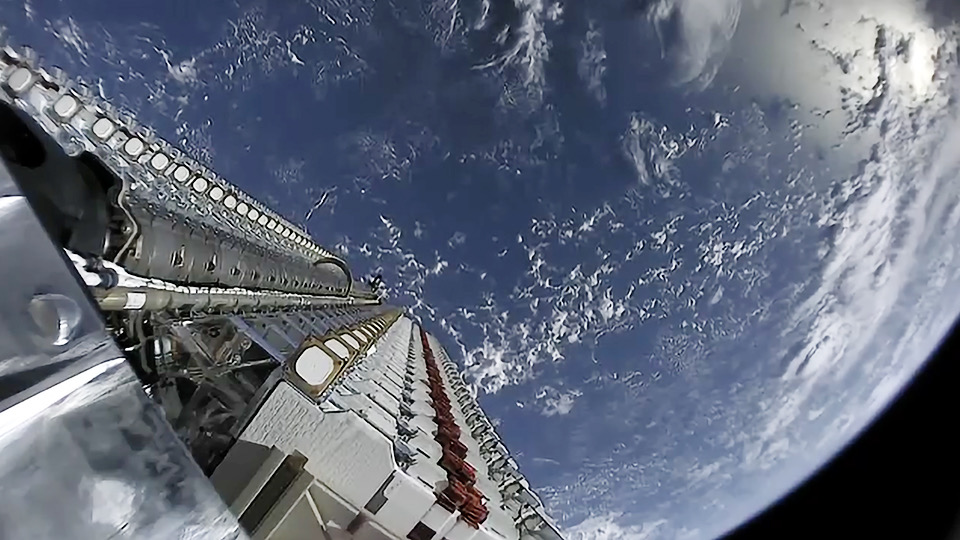
Conjunto de satélites Starlink previos a ser liberados por la segunda etapa del Falcon 9, el 24 de mayo de 2019.

Los primeros 1584 satélites son desplegados en 24 planos orbitales de 66 satélites cada uno, con un ángulo mínimo de emisión de señal mejorado (de 40 a 25 grados), respecto a las otras 2 capas orbitales.: 17  SpaceX lanzó los primeros 60 satélites de la constelación en mayo de 2019, hacia una órbita de 450 km, esperando realizar 6 lanzamientos más durante 2019, y llegar a los 720 satélites en 2020 para brindar cobertura continua.
En agosto de 2019, SpaceX planeaba efectuar 4 lanzamientos durante el resto del año y al menos 9 lanzamientos durante 2020.
Se planea lanzar satélites de Starlink en la nave Starship, un vehículo de SpaceX en desarrollo, el cual permitiría lanzar 400 satélites a la vez.
| N.º de vuelo | Fecha y hora (UTC) | Misión                           | Lugar de lanzamiento | Vehículo de lanzamiento | Altitud orbital (km) | Inclinación | Cantidad desplegada | Resultado |
| ------------ | --- | -------------------------------- | -------------------- | ----------------------- | -------------------- | ----------- | ------------------- | --------- |
| 1            | 22 de febrero de 2018 14:17 | Paz (como carga útil secundaria) | VAFB LC-4E           | F9 FT ♺ B1038.2         | 514                  | ~ 97.44°    | 2                   | Éxito     |
| 1            | Dos satélites de prueba, conocidos como Tintin A y B (MicroSat-2a y 2b), desplegados como carga secundaria del satélite Paz. |                                  |                      |                         |                      |             |                     |           |
| 2            | 24 de mayo de 2019 02:30 | Starlink                         | CCAFS SLC-40         | F9 B5 ♺ B1049.3         | 440 a 550            | ~53°        | 60                  | Éxito     |
| 2            | Segundo lanzamiento de satélites de prueba de la constelación Starlink. Fueron usados para testear varios aspectos de la red, incluyendo el reingreso atmosférico. No poseen la capacidad de enlace entre satélites (interlink), por lo que solo pueden comunicarse con antenas en la Tierra. El día después del lanzamiento, un astrónomo aficionado desde Países Bajos fue uno de los primeros en publicar un video mostrando a los satélites surcando el cielo como un "tren" de puntos luminosos. Tras 5 semanas, 57 de los 60 satélites funcionaban con normalidad, mientras 3 quedaron inoperativos; estos últimos, eventualmente, reingresarán a la atmósfera debido al decaimiento orbital. |                                  |                      |                         |                      |             |                     |           |
| 3            | 11 de noviembre de 2019 14:56 | Starlink-1 (v1.0)                | CCAFS SLC-40         | F9 B5 ♺ B1048.4         | 550                  | 53˚         | 60                  | Éxito     |
| 3            | Primer lanzamiento de satélites Starlink operacionales. Estos incluyen antenas en banda Ka, omitidas en los modelos de prueba, además de las antenas en banda Ku. Estos 60 satélites fueron diseñados para ser destruidos en su totalidad en un reingreso atmosférico al final de su vida útil. Tras ser desplegados a 280 km de altitud, elevarán su órbita a 350 km por medio de sus propios motores iónicos de kriptón, para distribuirse uniformemente en una órbita final de 550 km. |                                  |                      |                         |                      |             |                     |           |
| 4            | 7 de enero de 2020 2:19 | Starlink-2 (v1.0)                | CCAFS SLC-40         | F9 B5 ♺ B1049.4         | 550                  | 53°         | 60                  | Éxito     |
| 4            | Segundo lote de 60 satélites, uno de los cuales está provisto de un recubrimiento especial para reducir su reflectividad; esto, de manera experimental para buscar una forma de no perjudicar la observación del cielo desde observatorios terrestres. Tras este lanzamiento, SpaceX pasó a ser el operador de la mayor constelación de satélites a nivel mundial. |                                  |                      |                         |                      |             |                     |           |
| 5            | 29 de enero de 2020 14:06 | Starlink-3 (v1.0)                | CCAFS SLC-40         | F9 B5 ♺ B1051.3         | 550                  | 53°         | 60                  | Éxito     |
| 5            | Tercer conjunto de 60 satélites operacionales para la red de banda ancha de SpaceX Starlink. La misión ha sido llamada Starlink 3. |                                  |                      |                         |                      |             |                     |           |
| 6            | 17 de febrero de 2020 15:05 | Starlink-4 (v1.0)                | CCAFS SLC-40         | F9 B5 ♺ B1056.4         | 550                  | 53°         | 60                  | Éxito     |
| 6            | La órbita de despliegue de los satélites será de 386 x 212 km en lugar de los usuales ~290 kilómetros circulares. Esto reducirá el tiempo del despliegue desde T+1 hora a T+14 minutos. |                                  |                      |                         |                      |             |                     |           |
| 7            | 18 de marzo de 2020 12:21 | Starlink-5 (v1.0)                | CEK LC-39A           | F9 B5 ♺ B1048.5         | 550                  | 53°         | 60                  | Éxito     |
| 8            | 22 de abril de 2020 19:30 | Starlink-6 (v1.0)                | CEK LC-39A           | F9 B5 ♺ B1051.4         | 550                  | 53°         | 60                  | Éxito     |
| 9            | 4 de junio de 2020 01:25 | Starlink-7 (v1.0)                | CCAFS SLC-40         | F9 B5 ♺ B1049.5         | 550                  | 53°         | 60                  | Éxito     |
| 9            | El octavo lanzamiento general de Starlink y el séptimo lote operativo de satélites Starlink. Aplazado por medio mes debido a la tormenta tropical Arthur. Entre los satélites figura uno, llamado VisorSat, con un parasol desplegable, para reducir su luminosidad bloqueando los rayos solares. |                                  |                      |                         |                      |             |                     |           |
| 10           | 13 de junio de 2020 09:21 | Starlink-8 (v1.0)                | CCAFS SLC-40         | F9 B5 ♺ B1059.3         | 550                  | 53°         | 58                  | Éxito     |
| 10           | Una misión Starlink llevará por primera vez una carga secundaria: tres satélites SkySat, de Planet Labs. Todos los satélites tendrán un nuevo sistema que afectará menos las observaciones astronómicas terrestres en el noveno lanzamiento. |                                  |                      |                         |                      |             |                     |           |
| 11           | 7 de agosto de 2020 5:12 | Starlink-9 (v1.0)                | CEK LC-39A           | F9 B5 ♺ B1051.5         | 550                  | 53°         | 57                  | Éxito     |
| 11           | Segundo viaje compartido en una misión Starlink de satélites de terceros. Como carga secundaria, se enviaron 2 satélites de observación terrestre de BlackSky Global. |                                  |                      |                         |                      |             |                     |           |
| 12           | 18 de agosto de 2020 14:31 | Starlink-10 (v1.0)               | CCAFS SLC-40         | F9 B5 ♺ B1049.6         | 550                  | 53°         | 58                  | Éxito     |
| 12           | Como carga secundaria, y al igual que en la misión Starlink-8, llevará tres satélites SkySat, de Planet Labs. |                                  |                      |                         |                      |             |                     |           |
| 13           | 3 de septiembre de 2020 12:46 | Starlink-11 (v1.0)               | CCAFS SLC-40         | F9 B5 ♺ B1060.2         | 550                  | 53°         | 60                  | Éxito     |
| 14           | 6 de octubre de 2020 11:29 | Starlink-12 (v1.0)               | CEK LC-39A           | F9 B5 ♺ B1058.3         | 550                  | 53°         | 60                  | Éxito     |
| 14           | Primera vez que una mitad de la cofia ha volado por tercera vez en un cohete Falcon. |                                  |                      |                         |                      |             |                     |           |
| 15           | 18 de octubre de 2020 12:25 | Starlink-13 (v1.0)               | CEK LC-39A           | F9 B5 ♺ B1051.6         | 550                  | 53°         | 60                  | Éxito     |
| 16           | 24 de octubre de 2020 15:31 | Starlink-14 (v1.0)               | CCAFS SLC-40         | F9 B5 ♺ B1060.3         | 550                  | 53°         | 60                  | Éxito     |
| 17           | 25 de noviembre de 2020 02:13 | Starlink-15 (v1.0)               | CCAFS SLC-40         | F9 B5 ♺ B1049.7         | 550                  | 53°         | 60                  | Éxito     |
| 18           | 20 de enero de 2021 13:02 | Starlink-16 (v1.0)               | CEK LC-39A           | F9 B5 ♺ B1051.8         | 550                  | 53°         | 60                  | Éxito     |
| 19           | 20 de enero de 2021 13:02 | Transporter-1 (v1.0)             | CCAFS SLC-40         | F9 B5 ♺ B1058.5         |                      |             | 10                  | Éxito     |
| 19           | Primeros Starlink en órbita polar. Primeros en contar con enlaces láser entre satélites. |                                  |                      |                         |                      |             |                     |           |
| 20           | 4 de febrero de 2021 06:19 | Starlink-18 (v1.0)               | CCAFS SLC-40         | F9 B5 ♺ B1060.5         | 550                  | 53°         | 60                  | Éxito     |
| 21           | 16 de febrero de 2021 03:59 | Starlink-19 (v1.0)               | CCAFS SLC-40         | F9 B5 ♺ B1059.6         | 550                  | 53°         | 60                  | Éxito     |
| 22           | 4 de marzo de 2021 08:24 | Starlink-17 (v1.0)               | CEK LC-39A           | F9 B5 ♺ B1049.8         | 550                  | 53°         | 60                  | Éxito     |
| 23           | 11 de marzo de 2021 08:13 | Starlink-20 (v1.0)               | CCAFS SLC-40         | F9 B5 ♺ B1058.6         | 550                  | 53°         | 60                  | Éxito     |
| 24           | 14 de marzo de 2021 10:01 | Starlink-21 (v1.0)               | CEK LC-39A           | F9 B5 ♺ B1051.9         | 550                  | 53°         | 60                  | Éxito     |
| 25           | 24 de marzo de 2021 08:28 | Starlink-22 (v1.0)               | CCAFS SLC-40         | F9 B5 ♺ B1060.6         | 550                  | 53°         | 60                  | Éxito     |
| 26           | 7 de abril de 2021 16:34 | Starlink-23 (v1.0)               | CCAFS SLC-40         | F9 B5 ♺ B1058.7         | 550                  | 53°         | 60                  | Éxito     |
| 27           | 29 de abril de 2021 03:44 | Starlink-24 (v1.0)               | CCAFS SLC-40         | F9 B5 ♺ B1060.7         | 550                  | 53°         | 60                  | Éxito     |
| 28           | 4 de mayo de 2021 19:01 | Starlink-25 (v1.0)               | CEK LC-39A           | F9 B5 ♺ B1049.9         | 550                  | 53°         | 60                  | Éxito     |
| 29           | 9 de mayo de 2021 06:42 | Starlink-27 (v1.0)               | CCAFS SLC-40         | F9 B5 ♺ B1051.10        | 550                  | 53°         | 60                  | Éxito     |
| 30           | 15 de mayo de 2021 22:56 | Starlink-26 (v1.0)               | CEK LC-39A           | F9 B5 ♺ B1058.8         | 550                  | 53°         | 52                  | Éxito     |
| 31           | 26 de mayo de 2021 19:01 | Starlink-28 (v1.0)               | CCAFS SLC-40         | F9 B5 ♺ B1063.2         | 550                  | 53°         | 60                  | Éxito     |
| 32           | 30 de junio de 2021 19:31 | Transporter-2 (v1.5)             | CCAFS SLC-40         | F9 B5 B1060.8           | 560                  | 97.5°       | 3                   | Éxito     |
| 33           | 14 de septiembre de 2021 03:55 | Starlink Group 2-1 (v1.5)        | VAFB SLC-4E          | F9 B5 B1049.10          | 570                  | 70°         | 51                  | Éxito     |
| 34           | 13 de noviembre de 2021 11:19 | Starlink Group 4-1 (v1.5)        | CCAFS SLC-40         | F9 B5 B1058.9           | 540                  | 53.2°       | 53                  | Éxito     |
| 35           | 2 de diciembre de 2021 23:12 | Starlink Group 4-3 (v1.5)        | CCAFS SLC-40         | F9 B5 0B1060.9          | 540                  | 53.2°       | 48                  | Éxito     |
| 36           | 18 de diciembre de 2021 12:41 | Starlink Group 4-4 (v1.5)        | VAFB SLC-4E          | F9 B5 B1051.11          | 540                  | 53.2°       | 52                  | Éxito     |
|              | |                                  |                      |                         |                      |             |                     |           |

## Competidores
Además de la constelación OneWeb, anunciada casi simultáneamente con la constelación SpaceX, una propuesta de Samsung de 2015 ha descrito una constelación de 4.600 satélites en órbita a 1.400 kilómetros, que podría proporcionar una capacidad de un zettabyte por mes en todo el mundo, un equivalente de 200 gigabytes por mes de datos de Internet para 5 mil millones de usuarios. Telesat anunció una constelación más pequeña de 117 y planea ofrecer un servicio inicial en 2021.
Para octubre de 2017, la expectativa de crecimiento de la oferta de constelaciones de satélites de banda ancha en órbita baja generó que los actores del mercado cancelaran las inversiones en nuevos satélites de comunicaciones en órbita geosincrónica.